# كوميكو غوتو
كوميكو غوتو (باليابانية: 後藤久美子؛ بالكانا: ごとう くみこ) هي مغنية وممثلة يابانية، ولدت في 26 مارس 1974 في سوغينامي في اليابان.

## وصلات خارجية
- الموقع الرسمي
- كوميكو غوتو على موقع IMDb (الإنجليزية)
- كوميكو غوتو على موقع ميوزك برينز (الإنجليزية)
- كوميكو غوتو على موقع أول موفي (الإنجليزية)
- كوميكو غوتو على موقع ديسكوغز (الإنجليزية)
- كوميكو غوتو على موقع قاعدة بيانات الفيلم (الإنجليزية)
- كوميكو غوتو على موقع كينوبويسك (الروسية)